# Zbigniew Mikołajczak

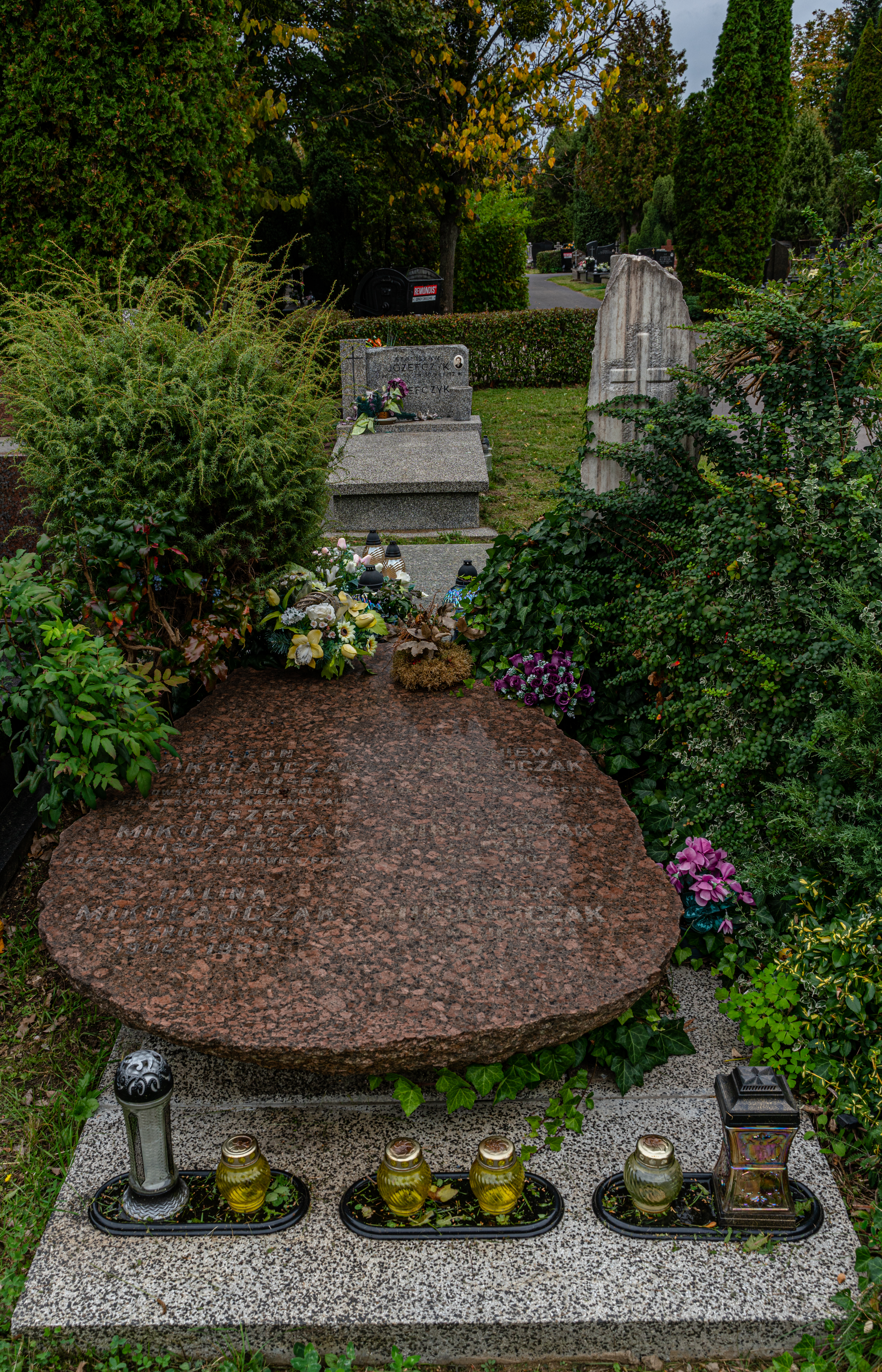
Grób Zbigniewa Mikołajczaka na cmentarzu Komunalnym Północnym w Warszawie

Zbigniew Mikołajczak (ur. 30 stycznia 1925 w Poznaniu, zm. 5 kwietnia 2008 w Warszawie) – polski dziennikarz sportowy, działacz społeczny, kombatancki, sportowy i turystyczny, współinicjator powstania Towarzystwa Krzewienia Kultury Fizycznej, sekretarz jego zarządu głównego w latach 1960–1962 oraz wiceprzewodniczący w latach 1962–1977, prezes Klubu Dziennikarzy Sportowych w latach 1960–1966, członek Polskiego Komitetu Olimpijskiego w latach 1961–1965, honorowy prezes Związku Kadetów II RP, adiunkt w Instytucie Turystyki.

## Życiorys
Wychowanek Korpusu Kadetów nr 2 w Rawiczu. Podczas II wojny światowej więzień nazistowskich obozów koncentracyjnych. 
Jako dziennikarz debiutował w 1950 na łamach Trybuny Ludu oraz Sztandaru Młodych, z którym związany był przez kolejne dziesięć lat, sprawując między innymi funkcję szefa redakcji działu sportowego. W latach 1961–1972 sprawował funkcję redaktora naczelnego tygodnika Światowid, a w latach 1972–1978 pracował jako publicysta Trybuny Ludu. Trzykrotnie był laureatem Złotego Pióra, które otrzymał w latach 1958, 1960 i 1970. 
Pochowany 15 kwietnia 2008 na Cmentarzu Komunalnym-Północnym w Warszawie.

## Odznaczenia
- Krzyż Komandorski Orderu Odrodzenia Polski
- Krzyż Oświęcimski